# Glumpang Baroh
Glumpang Baroh is een bestuurslaag in het regentschap Bireuen van de provincie Atjeh, Indonesië. Glumpang Baroh telt 567 inwoners (volkstelling 2010).